# Οzeros
Οzeros este o arie protejată (arie specială de conservare — SAC, sit de importanță comunitară — SCI) din Grecia întinsă pe o suprafață de 1.296,48 ha, integral pe uscat.

## Localizare
Centrul sitului Οzeros este situat la coordonatele 38°39′17″N 21°13′18″E / 38.654667°N 21.221679°E.

## Înființare
Situl Οzeros a fost declarat sit de importanță comunitară în aprilie 1997 pentru a proteja 13 specii de animale. Situl a fost protejat și ca arie specială de conservare în martie 2011.

## Biodiversitate
Situată în ecoregiunea mediteraneană, aria protejată conține 2 habitate naturale: Lacuri eutrofice naturale cu vegetație de tip Magnopotamion sau Hydrocharition, Galerii de Salix alba și de Populus alba.
La baza desemnării sitului se află mai multe specii protejate:
- mamifere (1): vidră de râu (Lutra lutra)
- nevertebrate (1): Lindenia tetraphylla
- pești (8): Alosa fallax, Cobitis trichonica, Economidichthys pygmaeus, Pelasgus stymphalicus, Rutilus panosi, Silurus aristotelis, Telestes pleurobipunctatus, Tropidophoxinellus hellenicus
- reptile (3): șarpele cu patru dungi (Elaphe quatuorlineata), țestoasă bănățeană (Testudo hermanni), Testudo marginata

Pe lângă speciile protejate, pe teritoriul sitului au mai fost identificate 3 specii de plante, 2 specii de amfibieni, 3 specii de mamifere, 1 specie de pești, 9 specii de reptile.